# كيفن هرنانديز
كيفن هرنانديز (بالإسبانية: Kevin Hernández)‏ (21 ديسمبر 1985 في هندوراس - ) هو مدرب كرة قدم ولاعب كرة قدم هندوراسي في مركز حراسة المرمى، شارك في الألعاب الأولمبية الصيفية 2008. وشارك مع منتخب هندوراس لكرة القدم. أما مع النوادي، فقد لعب مع بيلا فيستا وريال إسبانيا وسنترال إسبانيول ونادي فيكتوريا.

## وصلات خارجية
- كيفن هرنانديز على موقع الاتحاد الدولي (مؤرشف)  (الإنجليزية)
- كيفن هرنانديز على موقع قاعدة بيانات كرة القدم.إي يو (الإنجليزية)
- كيفن هرنانديز على موقع ناشيونال فوتبول تيمز (الإنجليزية)
- كيفن هرنانديز على موقع Soccerway.com (الإنجليزية)
- كيفن هرنانديز على موقع أوليمبيديا (الإنجليزية)